# خوان سباستین ورون
خوان سباستین ورون (به انگلیسی: juan sebastian veron) (زادهٔ ۹ مارس ۱۹۷۵) بازیکن فوتبال پیشین آرژانتینی است که دو بار به عنوان بهترین بازیکن آمریکای جنوبی شناخته شده است.
ورون به عنوان یکی از برترین هافبک‌های تاریخ فوتبال آرژانتین و جهان به‌شمار می‌رود؛ به طوری که پله وی را به عنوان یکی از ۱۰۰ بازیکن برتر تاریخ فوتبال در لیست فیفا ۱۰۰ که در سال ۲۰۰۴ به دست وی نوشته شد، قرار داد.
وی در تیم‌های استودیانتس، بوکا جونیورز، سمپدوریا، پارما، لاتزیو، منچستر یونایتد، چلسی، اینتر میلان و برندسن بازی کرده است.
ورون نیز ۷۳ بازی ملی برای تیم ملی فوتبال آرژانتین انجام داده و ۹ گل به ثمر رسانده است.